# Anton Sjögren
Carl Anton Hjalmar Sjögren, född 25 november 1822 i Lofta socken, Kalmar län, död 19 juni 1893 på Nynäs slott i Södermanland, var en svensk geolog och mineralog, bergmästare och målare.  Han var far till Hjalmar, Arvid, Tage och Åke Sjögren.
Anton Sjögren var son till inspektoren Anders Jaen Sjögren och Anna Maria Hagberg samt från 1855 gift med Sofia Christina Petersson. Han blev student vid Lunds universitet 1842, filosofie magister 1847, docent i mineralogi 1848, auskultant i Bergskollegium 1850, geschworner i Södermanland och Östergötland 1852, gruvingenjör i 7:e bergmästardistriktet 1855 och bergmästare i 7:e, senare västra, distriktet 1863, från vilken befattning han erhöll avsked 1889. Han var lärare vid Bergsskolan i Falun 1859–1863.
Han vann stort anseende både som geolog och som mineralog, liksom som gruvingenjör och som ledare av arbetet vid flera av Sveriges, särskilt Värmlands, viktigaste gruvfält. Han var bland annat även ledamot i den 1872 tillsatta kommittén för avgivande av förslag till ny gruvstadga samt i den kommission, som 1889 erhöll uppdrag att undersöka de apatittillgångar, vilka fanns på kronojord i Norrbottens län. Han utgav Lärobok i mineralogi för elementar-läroverk och tekniska skolor (1865; tredje upplagan 1880), Kort handledning i svenska grufbrytningen (1878), avhandlingar i "Vetenskapsakademiens handlingar", i "Jernkontorets annaler" och i Värmländska bergsmannaföreningens tidskrift med mera Han blev ledamot av Vetenskapsakademien 1876. I hans eftermäle betecknades han  som rikt begåvad med en konstnärlig läggning. Bland hans bevarade arbeten finns en gruvkartbok med motiv utförda i akvarell fån Starrsäters gruvor i Södermanland.  Sjögren finns representerad vid Jernkontorets samlingar.